# Línea de alta velocidad Córdoba-Málaga
La línea de alta velocidad Córdoba-Málaga es un ramal de alta velocidad del Nuevo Acceso Ferroviario a Andalucía que conecta la ciudad de Málaga con el resto de la red de alta velocidad de España. Se inicia en la línea de alta velocidad Madrid-Sevilla, en la bifurcación de Almodóvar del Río, y finaliza tras 155 km en la estación de Málaga-María Zambrano. Tiene una velocidad máxima de diseño de 350 km/h, aunque actualmente los trenes AVE no superan los 300 km/h con un tiempo de viaje mínimo de 49 minutos entre ambas ciudades.

## Historia
La línea de alta velocidad Córdoba-Málaga, que puede ser considerada parte del Nuevo Acceso Ferroviario a Andalucía, se integra en el PEIT (Plan Estratégico de Infraestructuras del Ministerio de Fomento, 2005-2020) con una inversión estimada de 2100 millones de euros. Su construcción y explotación fue encomendada a Adif.
La línea discurre por 19 términos municipales de las provincias andaluzas de Córdoba, Sevilla y Málaga. Tiene su origen en el km 357.997 de la LAV Madrid-Sevilla, a la altura de Almodóvar del Río (Córdoba), donde comienzan los desvíos de la Bifurcación Málaga AV. Desde dicho punto la longitud de la línea es de 155 km, lo que supone una longitud total desde la estación de Córdoba hasta la estación de Málaga de 169 km, frente a los 199 km de la línea convencional. La velocidad máxima permitida es de 350 km/h.
La línea puede subdividirse en dos tramos:
1. Almodóvar del Río-Antequera, con una longitud aproximada de 100 km. Las obras de este tramo comenzaron en junio de 2001 y está en servicio desde el 16 de diciembre de 2006 con las nuevas estaciones de Puente Genil-Herrera y Antequera-Santa Ana.
2. Antequera-Málaga, de alrededor de 55 km de longitud. Las obras dieron comienzo en marzo de 2002 y está en servicio desde el 23 de diciembre de 2007, pudiendo los servicios AVE directo sin paradas desde Madrid a Málaga, completar el recorrido en tan sólo 2 h y 30 minutos.

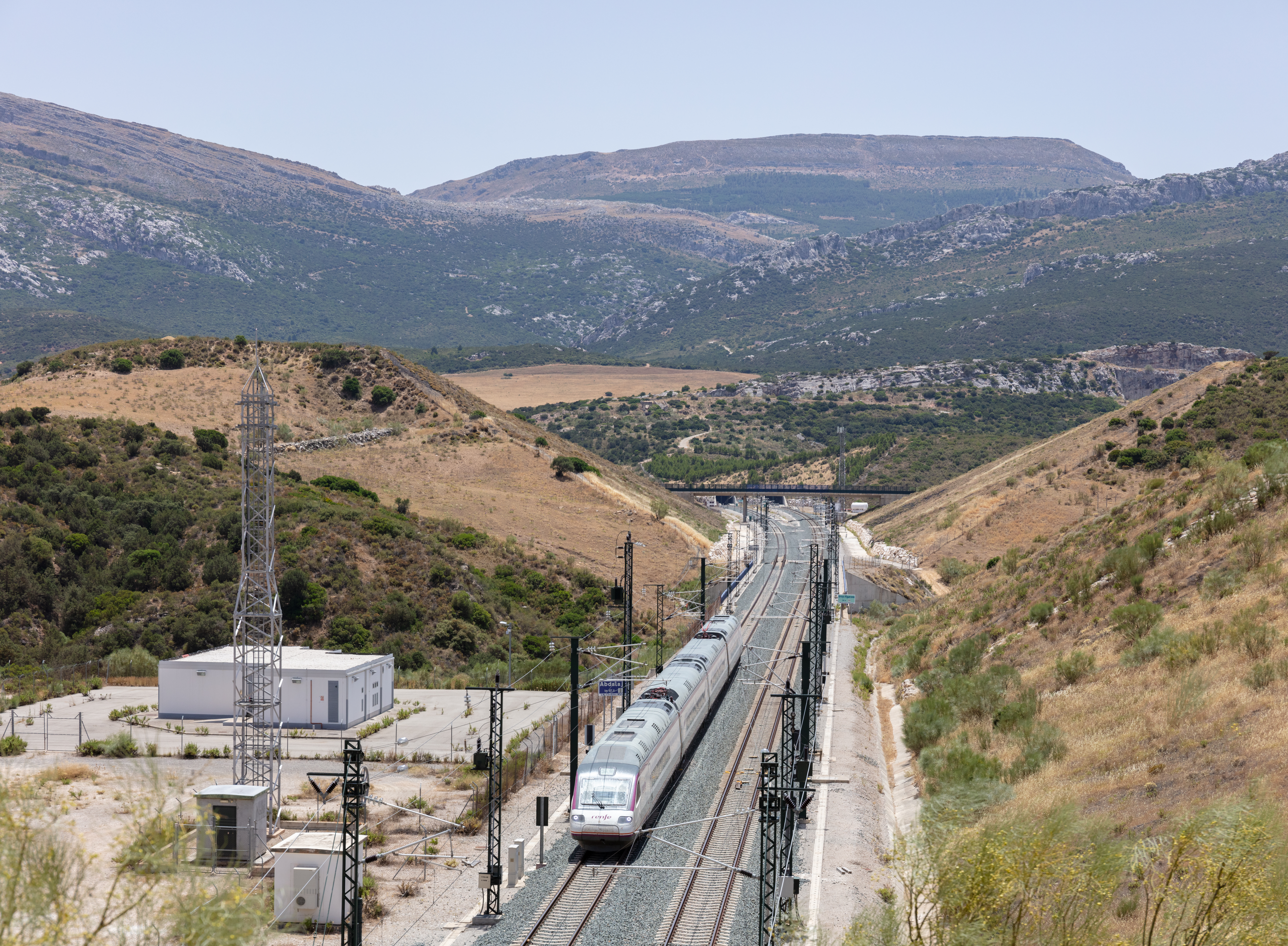
Tramo de la línea en el término municipal de Antequera próximo a los túneles de Abdalajís

En cuanto a la integración del ferrocarril en Málaga, las obras comenzaron el 25 de febrero de 2006, y su presupuesto es de 144 605 299,44 €. Dicho tramo tiene una longitud total de 3 km. Las obras terminaron en 2010 y en ellas se incluyó la remodelación de la estación de Málaga Centro-Alameda. Queda pendiente la urbanización del terreno antes ocupado por las vías y el soterramiento del ferrocarril al puerto. La línea de alta velocidad (dos vías de ancho internacional) y la línea convencional (dos vías de ancho ibérico) circulan por Málaga a través de un túnel de 1932 m de longitud y para esta integración se reformó apeadero de San Andrés construyéndose la estación subterránea de Victoria Kent de la línea C-1 de Cercanías Málaga. La estación de Málaga cuenta así con 8 vías, 5 de ancho internacional y 3 de ancho ibérico.
Entre las celebraciones por la inauguración de esta línea, tuvieron lugar dos eventos deportivos de carácter internacional en las ciudades malagueñas a las que llegó la alta velocidad. Tras la puesta en funcionamiento del tramo Córdoba-Antequera, se disputó en esta última ciudad un partido amistoso de balonmano entre España y Noruega. Y para conmemorar la llegada de la alta velocidad a Málaga, se celebró en el estadio La Rosaleda un encuentro de fútbol, España-Francia, ganado por España por 1-0.

### Velocidades máximas autorizadas

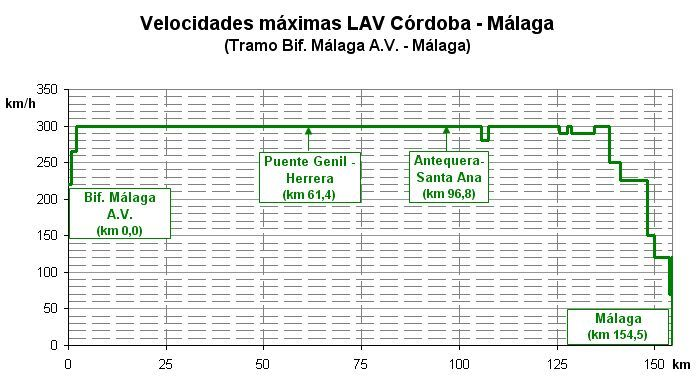
Cuadro de velocidades máximas de la línea

## Características técnicas
| Longitud                    | 155 km                                                               |
| Longitud total en túneles   | 25 km (8 túneles)                                                    |
| Longitud total en viaductos | > 11 km (19 viaductos)                                               |
| Ancho de vía                | UIC (1.435 mm)                                                       |
| Electrificación             | 1 x 25 kV 50 Hz CA                                                   |
| Velocidad Máxima            | 350 km/h                                                             |
| Señalización                | ERTMS con respaldo de ASFA200 y LZB                                  |
| Telecomunicaciones          | Tren-tierra digital basado en GSM-R                                  |
| Radio mínimo                | 7.250 m                                                              |
| Peralte máximo              | 140 mm                                                               |
| Pendiente máxima            | 27 mm/m                                                              |
| Longitud entrevía           | 4,7 m                                                                |
| Ancho plataforma            | 14 m                                                                 |
| Nuevas estaciones           | 2 (Puente Genil-Herrera y Antequera-Santa Ana)                       |
| Otras infraestructuras      | cambiador dual de Antequera-Santa Ana y centro Vialia-María Zambrano |

### Elementos singulares
La necesidad de atravesar las primeras estribaciones de los Sistemas Béticos para llegar a Málaga desde Córdoba impuso la construcción de puentes y túneles en esta línea en un alto porcentaje de su trazado. Así cabe destacar entre los hitos de ingeniería los siguientes:
- Túneles de Abdalajís: se encuentran en el tramo Gobantes - Túneles de Abdalajís y atraviesan la sierra del Valle de Abdalajís y la sierra de Huma. Son dos túneles gemelos de 7,3 km comunicados cada 350 m por 19 galerías de evacuación y seguridad.
- Puente sobre el Genil: construido para salvar el río Genil, es el de mayor longitud de la línea (1393 m)
- Viaducto Arroyo de las Piedras: es el de mayor altura (93,4 m) y uno de los de mayor longitud (1208,9 m) de la línea.
- Salto de carnero de Almodóvar del Río sobre las vías de la L.A.V. Madrid-Sevilla, lado izquierdo 728 m, lado derecho 827 m.

## Servicios que circulan por esta línea
| Tren                                                                                                | <<                       | >>                    | Paradas intermedias | Material  | Observaciones                                     |
| --------------------------------------------------------------------------------------------------- | ------------------------ | --------------------- | --- | --------- | ------------------------------------------------- |
| AVE                                                                                                 | Madrid-Puerta de Atocha  | Málaga-María Zambrano | Ciudad Real · Puertollano · Córdoba-Central · Puente Genil-Herrera · Antequera-Santa Ana                                                                                      | S102/S103 | 2 h 50 min                                        |
| AVE                                                                                                 | Madrid-Puerta de Atocha  | Málaga-María Zambrano | Córdoba-Central | S102/S103 | 2 h 40 min                                        |
| AVE                                                                                                 | Madrid-Puerta de Atocha  | Málaga-María Zambrano | sin paradas | S102/S103 | 2 h 20 min                                        |
| AVE                                                                                                 | Barcelona-Sants          | Málaga-María Zambrano | Campo de Tarragona · Lleida-Pirineus · Zaragoza-Delicias · Madrid-Puerta de Atocha · Ciudad Real · Puertollano · Córdoba-Central · Puente Genil-Herrera · Antequera-Santa Ana | S112      | 5 h 30 min por L.A.V. Madrid-Barcelona y N.A.F.A. |
| Avant                                                                                               | Sevilla-Santa Justa      | Málaga-María Zambrano | Córdoba-Central · Puente Genil-Herrera · Antequera-Santa Ana | S104      | 1 h 55 min                                        |
| Avant                                                                                               | Málaga-María Zambrano    | Granada               | Antequera · Loja | S104      | 1 h 10 min                                        |
| Av City                                                                                             | Valencia-Joaquín Sorolla | Málaga-María Zambrano | Valencia-Joaquín Sorolla · Cuenca-Fernándo Zóbel · Ciudad Real · Puertollano · Córdoba-Central · Puente Genil-Herrera · Antequera-Santa Ana                                   | S104      | 4 h 30 min                                        |
| Trenes mixtos UIC-Ibérico Acceden a la línea a través del cambiador de ancho de Antequera-Santa Ana |                          |                       | |           |                                                   |
| Altaria                                                                                             | Madrid-Puerta de Atocha  | Algeciras             | Ciudad Real · Puertollano · Villanueva de Córdoba-Los Pedroches · Córdoba-Central · Antequera-Santa Ana · Ronda                                                               | Talgo VII | 5 h 25 min cambio de ancho en Antequera-Santa Ana |

## Conexiones actuales y futuras

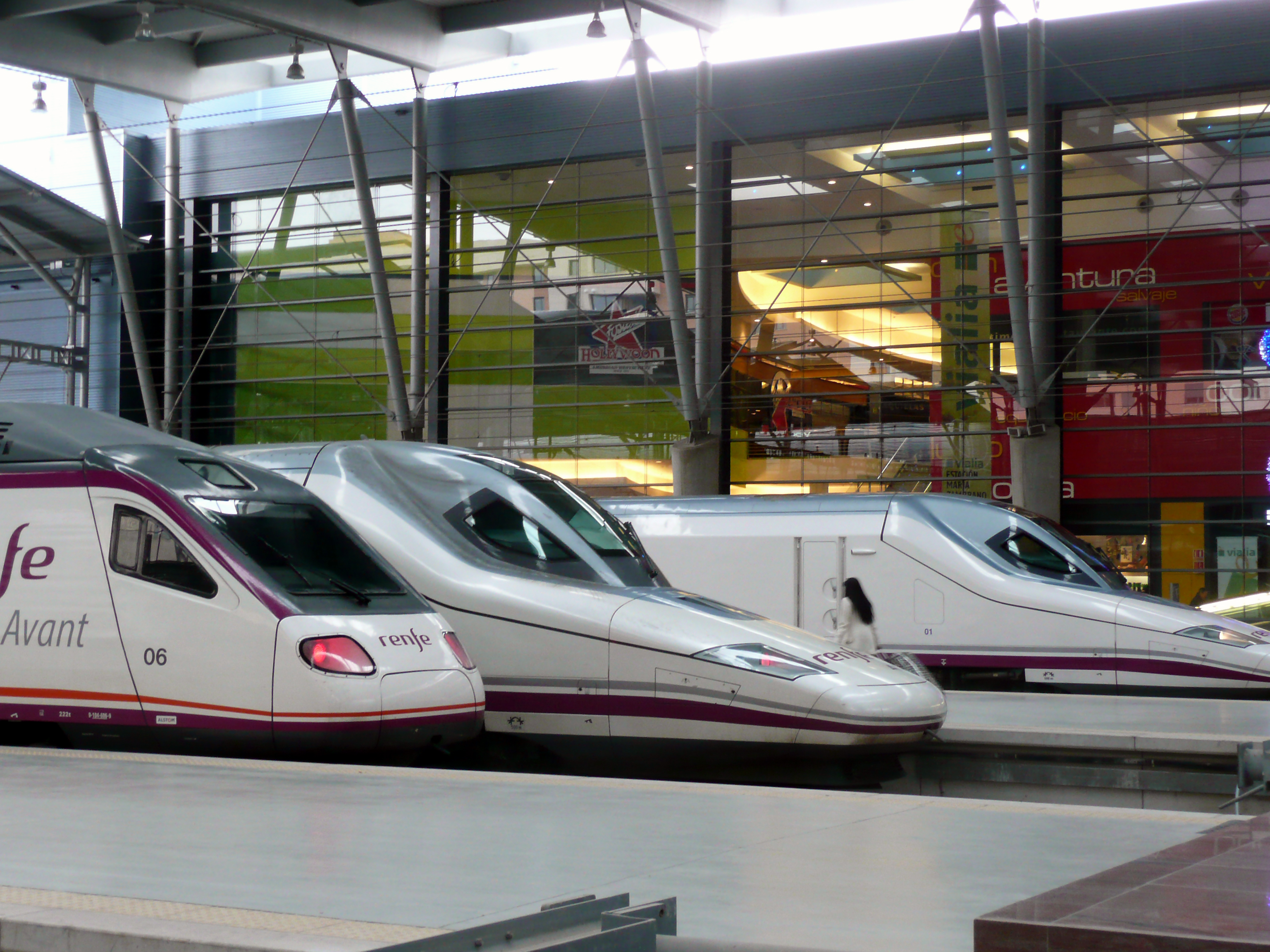
Estación Málaga-María Zambrano.

Existen dos líneas ya terminadas o en construcción que entroncan con la Córdoba-Málaga.

### Antequera-Algeciras
La línea de alta velocidad hacia el Estrecho se desarrolla en dos fases. La vía entre Antequera-Santa Ana y Ronda será nueva, de doble vía y en ancho UIC. Desde Ronda hasta Algeciras se adaptará la vía existente, proporcionándole alimentación eléctrica y un tercer raíl que la haga útil para trenes de ancho UIC y ancho ibérico.

### Antequera-Granada
La línea de alta velocidad Córdoba-Málaga conecta con la Antequera-Granada a través de la bifurcación de Gobantes, permitiendo servicios directos entre Málaga y Granada desde abril de 2022.